# Miklós Hajdufy
Miklós Hajdufy, né le 25 avril 1932 à Szombathely en Hongrie et mort le 8 avril 2021, est un scénariste  et réalisateur pour la télévision hongroise.

## Biographie
Après des études secondaires à Budapest, il fait son service militaire et participe au théâtre de l'armée hongroise.
En 1958, il est embauché à la télévision hongroise (MTV) et devient en 1960 assistant.
Il est admis en 1960 à l'École supérieure d'art dramatique et cinématographique (Színház- és Filmművészeti Főiskola) de Budapest, dont il sort diplômé en 1965.
Dans les années 1960, il travailla à la division des programmes et réalisations littéraires, historiques et dramatiques jusqu'à sa retraite intervenue en 1996. Il réalisa des films à partir des œuvres de littérature hongrois d'écrivains tels que Mór Jókai, Géza Gárdonyi, Zsigmond Móricz, László Saly Németh, etc.
En parallèle, de 1991 jusqu'en 2006 il occupa le poste de directeur de l'École d'art théâtral Színiakadémia de Budapest.

## Réalisation
- 1966 : Távolsági történet (Distance), scénario d'Endre Vészi
- 1968 : Sammy de Ken Hughes
- 1969 : Volt egyszer egy borbély (Il était une fois un barbier), scénario d'Imre Cserhalmi
- 1969 : Kedd, szerda, csütörtök (Mardi, mercredi et jeudi)
- 1970 : Eklézsia megkövetése (L'Église Megkövetése), scénario de László Saly Németh
- 1970 : Tizennégy vértanú (Quatorze martyrs), scénario d'István Nemeskürty
- 1971 : Széchenyi meggyilkoltatása (L'Assassinat de Széchenyi), scénario de György Szabó
- 1972 : A lámpás (La Lumière), scénario de Géza Gárdonyi
- 1972 : György barát (L'Ami Georges), scénario d'István Nemeskürty
- 1973 : Hannibál utolsó útja (Le Dernier voyage d'Hannibal), scénario d'Imre Sarkadi
- 1973 : És mégis mozog a föld (Et pourtant elle tourne la terre), scénario de Mór Jókai
- 1973 : Farkasok (Les Loups), d'après Romain Rolland
- 1974 : Ficzek úr (Monsieur Ficzek), scénario d'Antal Hidas
- 1974 : Béla de György Száraz
- 1975 : Egy nap Jersey szigetén (Une journée sur l'île de Jersey), scénario d'Albert Maltz
- 1975 : A Rókus-templom harangjai (Les cloches des églises Roch), scénario de György Száraz
- 1976 : Sakk, Kempelen úr!, scénario de Gyula Kárpáthy
- 1977 : A szerelem bolondjai (Les fous de l'amour), scénario de Mór Jókai
- 1977 : Császárlátogatás, scénario de György Száraz
- 1978 : Mire a levelek lehullanak (Au moment de la chute des feuilles), scénario de György Szabó
- 1979 : Kiálts, város! (Crie, la ville !), scénario de Magda Szabó
- 1979 : Le Duel, scénario d'Alexander Ivan
- 1979 : Forró mezők (Les Champs brûlants), scénario de Zsigmond Móricz
- 1980 : Részeg eső (Boire la pluie), scénario de József Darvas
- 1981 : Közjáték Vichyben (L'intermède de Vichy), d'après Arthur Miller
- 1982 : A béke szigete (L'île de la Paix), scénario d'István Nemeskürty
- 1984 : Parancsra tettem, scénario de Saul Levitt
- 1984 : Klapka légió, scénario de Miklós Hajdufy
- 1985 : A holtak hallgatása (Le Silence de mort), scénario d'István Nemeskürty
- 1985 : Szerelmek (Amour), scénario de Miklós Hajdufy
- 1985 : A halhatatlan ember (L'Homme immortel), scénario de Miklós Surányi
- 1986 : Az Angol Királynő (La Reine d'Angleterre), scénario de Miklós Hajdufy
- 1987 : Illatszertár (Parfumerie), scénario de László Miklós
- 1987 : A megoldás (La Solution), scénario de György Száraz
- 1987 : Ragaszkodom a szerelemhez (Je m'en tiens à l'amour), scénario de János Bókay
- 1988 : Oktogon, scénario de Béla Zsolt
- 1989 : A kis cukrászda (Un petit gâteau), scénario de Jenő Heltai
- 1989 : Kéz kezet mos (Laver vos mains), scénario de Ferenc Herczeg
- 1990 : Csalással nem! (Aucune fraude!), scénario d'Imre Földes
- 1991 : Zakíts helyettem, scénario de János Bókay
- 1991 : Nem válok el (Je ne vais pas partir), scénario d'Attila Orbók